# Visión de Santa Teresa (Cristóbal de Villalpando)
Visión de Santa Teresa es un cuadro del pintor novohispano Cristóbal de Villalpando, la cual se dará cerca de 1670 a 1714. Es un óleo sobre lienzo de 143.9 x 114.2 cm. 

## Análisis de la obra
En esta obra Villalpando representa un tema común en la pintura novohispana, la transverberación de Santa Teresa de Jesús o el éxtasis como también se le conoce, y la propia santa narra en sus Vidas. Se encuentra la santa arrodillada con su hábito carmelita frente a la Santísima trinidad, El Padre, representado como un hombre viejo, el Hijo, Jesucristo, (ambos portan cetros áureos), y al Espíritu Santo, una paloma en medio de las otras dos figuras. Ella los mira, alzando su rostro al cielo, el cual parece fusionarse con el espacio terrenal en el que se encuentra Santa Teresa.
Detrás de Santa Teresa hay un grupo de querubines y  ángeles de la corte celestial cubiertos por algunas telas en movimiento, y portan algunas flores en sus manos.